# عودة رياح الشمال (فلم 1994)
عودة رياح الشمال (بالإسبانية:El regreso del viento del Norte) فيلم كرتون أسباني أنتج عام 1994 ويعتبر الجزء الثاني بعد الفيلم السابق عودة رياح الشمال وتستمر أحداث الفيلم في هذا الجزء ولقد تمت دبلجة المسلسل للغة العربية بواسطة مركز الزهرة وعرض على قناة سبيس تون.